# 920th Rescue Wing

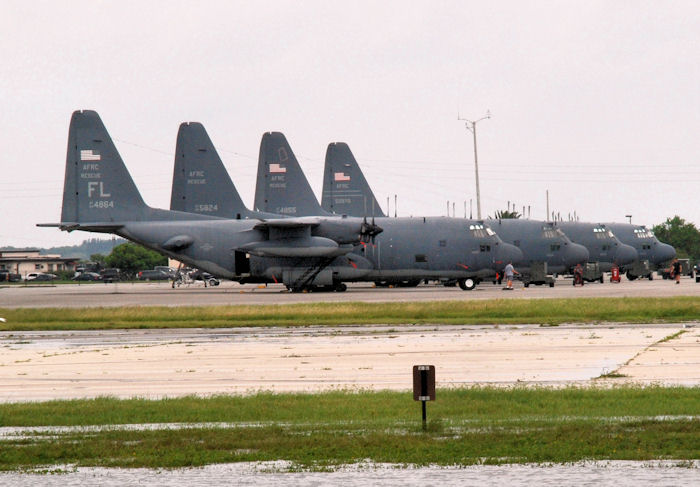
HC-130N/P dello Stormo

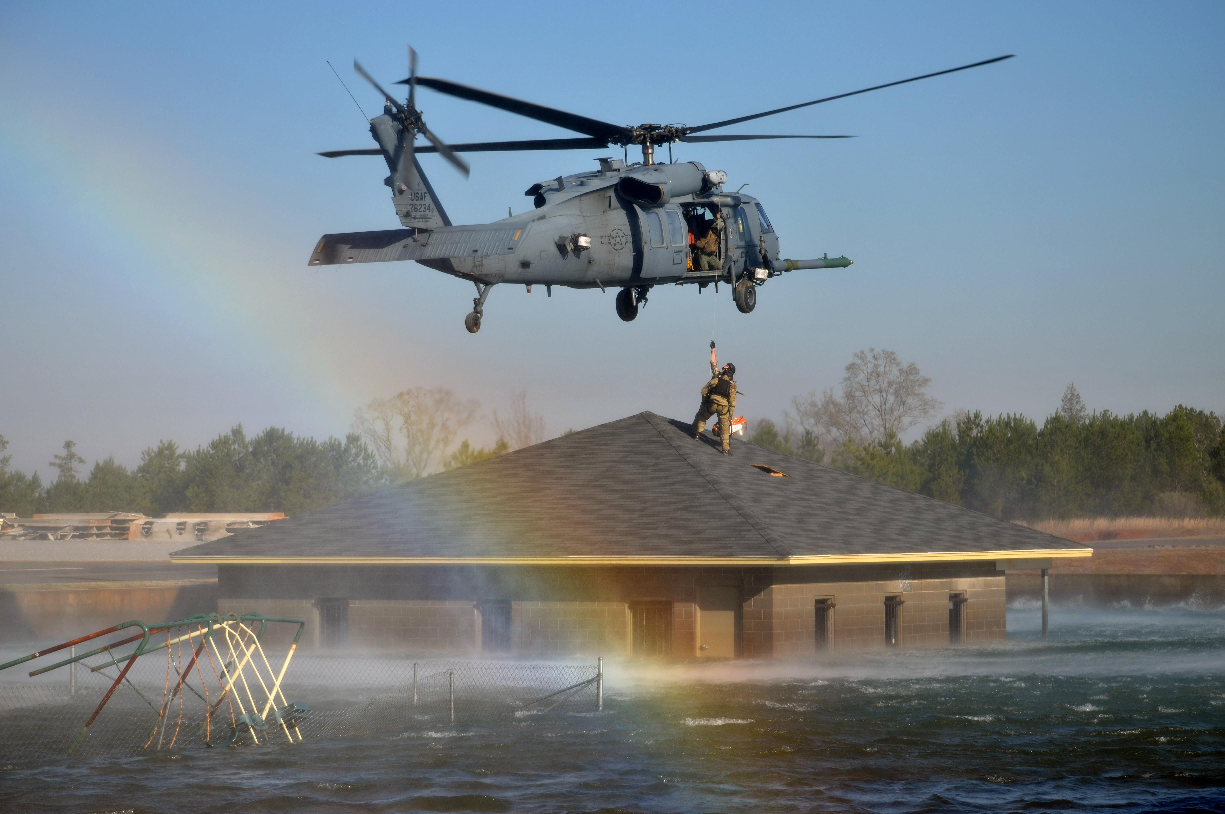
HH-60G dello Stormo

Il 920th Rescue Wing è uno Stormo di ricerca e Soccorso della Air Force Reserve Command, inquadrato nella Tenth Air Force. Il suo quartier generale è situato presso la Patrick Air Force Base, in Florida.

## Organizzazione
Attualmente, al settembre 2017, esso controlla:
- 920th Operations Group, codice FL
  -  39th Rescue Squadron - Equipaggiato con 4 HC-130N/P. Transizione su HC-130J a partire dal 2019
  -  301st Rescue Squadron - Equipaggiato con 8 HH-60G
  - 308th Rescue Squadron - Aerosoccorritori Guardian Angel
  - 920th Operations Support Flight
- 920th Maintenance Group
  - 920th Maintenance Squadron
  - 920th Aircraft Maintenance Squadron
  - 920th Maintenance Operations Flight
- 920th Mission Support Group
  - 920th Mission Support Squadron
  - 920th Communications Flight
  - 920th Logistics Readiness Flight
- 920th Aeromedical Staging Squadron
- 920th Aerospace Medicine Squadron, distaccato presso la Joint Base Langley-Eustis, Virginia
- 943rd Rescue Group, codice DR, situato presso la Davis-Monthan Air Force Base, Arizona
  -  304th Rescue Squadron, distaccato presso il Portland International Airport, Oregon - Aerosoccorritori Guardian Angel
  -  305th Rescue Squadron - Equipaggiato con 8 HH-60G
  - 306th Rescue Squadron - Aerosoccorritori Guardian Angel
  - 943rd Aerospace Medicine Squadron
  - 943rd Maintenance Squadron
  - 943rd Mission Support Flight
  - 943rd Operations Support Flight